# Kim Young-sam
Kim Young-sam (en hangul, 김영삼; en hanja, 金泳三; romanización revisada, Gim Yeongsam; McCune-Reischauer, Kim Yǒngsam; Geoje, 20 de diciembre de 1927-Seúl, 22 de noviembre de 2015) fue un político surcoreano, presidente de Corea del Sur entre 1993 y 1998.
Licenciado en Filosofía por la Universidad Nacional de Seúl, en 1954 fue elegido diputado en la Asamblea Nacional de Corea del Sur durante el mandato de Syngman Rhee. Desde 1961 se convirtió en uno de los líderes opositores a los regímenes autoritarios de Park Chung-hee y Chun Doo-hwan. Cuando este último dio un golpe de Estado en 1980, Young-sam fue puesto bajo arresto domiciliario hasta 1983 y expulsado de la actividad política hasta 1985. Una vez restablecido, pudo liderar los movimientos para las reformas democráticas y en 1987 quedó segundo en las primeras elecciones presidenciales por sufragio universal.
En 1990 unió fuerzas con Roh Tae-woo y Kim Jong-pil para crear el conservador Partido Democrático Liberal. Dos años después fue el líder más votado en las elecciones presidenciales de 1992, convirtiéndose en el primer civil que gobernaría Corea del Sur desde 1961. Su mandato se caracterizó por la lucha contra la corrupción política, la reducción del poder militar y la apertura internacional del país.
El gobierno de Young-sam se vio debilitado por el estallido de la depresión financiera asiática, con la consiguiente crisis de los grandes conglomerados (chaebol) que obligó a replantear un cambio de modelo económico. Además, uno de sus hijos se vio implicado en un caso de corrupción por el que tuvo que pedir disculpas. En 1997 su partido fue derrotado por la candidatura liberal de Kim Dae-jung.

## Biografía
Kim Young-sam nació en la isla de Geoje (Gyeongsang del Sur) el 20 de diciembre de 1927, en plena ocupación japonesa de Corea. Proveniente de una familia de clase acomodada; su padre se dedicaba a la pesca de anchoas y tenía barcos propios. Kim fue el primer hijo del matrimonio y tuvo cinco hermanas.
Durante la guerra coreana obtuvo el graduado en Filosofía por la Universidad Nacional de Seúl (1952) y cumplió el servicio militar en el Ejército de la República de Corea hasta el final del conflicto.
Estuvo casado hasta su muerte con Son Myung-soon, con la que tuvo cinco hijos: dos varones y tres mujeres.

## Trayectoria política
En 1954 fue elegido diputado en la Asamblea Nacional de Corea del Sur por el distrito de Geoje, dentro del gobernante Partido Liberal. No obstante, a finales de los años 1950 se mostró en contra del presidente Syngman Rhee por la reforma constitucional que este hizo para perpetuarse en el poder. A partir del golpe de Estado de 1961 y el ascenso al poder de Park Chung-hee, se convirtió en uno de los líderes de la oposición. En 1967 impulsó la fundación del Nuevo Partido Democrático (NPD), liderado por Yun Bo-seon, y obtuvo un escaño en las siguientes elecciones legislativas.
Young-sam fue derrotado por Kim Dae-jung en las primarias del Nuevo Partido Democrático para las elecciones presidenciales de 1971.
La situación de Corea del Sur cambió en 1972, cuando Park Chung-hee decretó la ley marcial e hizo una reforma constitucional autoritaria (Constitución Yushin) que le otorgaba plenos poderes; se limitaban las libertades civiles, la elección presidencial quedaba restringida a un único candidato y el presidente podía nombrar a un tercio de la Asamblea Nacional. La acción opositora quedó muy limitada y en 1976 se produjo la detención de Dae-jung, quien además fue inhabilitado. Esto convirtió a Young-sam en el nuevo líder del NPD. En las elecciones legislativas de 1978, el movimiento opositor que encabezaba fue el más votado, aunque no consiguió el control de la cámara legislativa por culpa de la ley electoral.
A raíz de esa victoria, Young-sam pasó a ser perseguido políticamente por Chung-hee. En septiembre de 1979, un tribunal le había inhabilitado para presidir el NPD por su apoyo a una manifestación que terminó en incidentes violentos. En protesta por esa sentencia, el político recabó apoyo internacional y concedió una entrevista al New York Times para pedir al gobierno de Estados Unidos, liderado por Jimmy Carter, que dejase de apoyar una dictadura encubierta. Un mes después, el presidente surcoreano decretó su expulsión de la Asamblea Nacional. Todos los diputados del NPD dimitieron en bloque, Kim llevó a cabo una huelga de hambre de 23 días e incluso el gobierno estadounidense retiró a su embajador. Aun así, el gobierno no cedió y se produjeron marchas populares en Busan, Masan y Seúl para reclamar un cambio de régimen 
Chung-hee fue asesinado el 26 de octubre de 1979 por el director de la Agencia Central de Inteligencia Coreana. Sin embargo, su muerte no abrió paso a una mayor democracia. En su lugar, el 12 de diciembre de 1979 se produjo un golpe de Estado en el seno de las Fuerzas Armadas por el que el general Chun Doo-hwan asumió el poder, y meses después se declaró la ley marcial. Young-Sam fue expulsado de la Asamblea e inhabilitado para ejercer la política, veto que no se levantaría hasta 1985. Desde entonces formó parte de movimientos democráticos que lograron una reforma constitucional en septiembre de 1987.
Las elecciones presidenciales de Corea del Sur de 1987 fueron las primeras por sufragio universal a las que cualquier candidato podía presentarse, con un límite de mandato de cinco años. Young-sam lideraba el partido Reunificación Democrática y no llegó a un acuerdo con el otro líder opositor, Kim Dae-jung, para presentar una candidatura conjunta. Aprovechando esa circunstancia, el candidato del partido presidencial, Roh Tae-woo, fue el ganador de los comicios con el 36 % de los votos, mientras que Young-sam quedó en segundo lugar con el 28 %. Tras constituirse el nuevo gobierno de la Sexta República, Young-sam renunció al cargo de jefe de la oposición. Buena parte de su acción parlamentaria se centró en controlar el cumplimiento de las nuevas medidas y en apoyar la reducción de poder de la cúpula militar.
En 1990, Reunificación Democrática se unió en coalición con el gobernante Partido de la Justicia Democrática (Roh Tae-woo) y con los Nuevos Demócratas Republicanos (Kim Jong-pil) para crear el Partido Liberal Democrático. El acuerdo entre las partes permitía que Roh mantuviera mayoría parlamentaria en sus últimos años, pues no podía presentarse a la reelección, mientras que Kim sería candidato a las elecciones de 1992 con opciones de victoria.

## Presidencia de Corea del Sur
En las elecciones presidenciales de Corea del Sur de 1992, la candidatura conservadora de Kim Young-sam se proclamó vencedora con casi 10 millones de votos (42 %) por delante de Dae-jung y del empresario Chung Ju-yung. Se convertía así en el primer civil que gobernaba el país tras más de tres décadas de presidentes militares. En su programa electoral, Young-sam prometía profundas reformas administrativas y económicas, lucha contra la corrupción y consolidar la democracia. Su nombramiento como presidente se produjo el 25 de febrero de 1993.
Una de las primeras medidas que tomó el nuevo gobierno fue purgar a los militares del Hanahoe y abrir una investigación de los delitos cometidos por el alto mando. En 1995, la fiscalía de Corea del Sur reabrió los casos contra el expresidente Chun Doo-hwan y su sucesor Roh Tae-woo por presuntos delitos de tráfico de influencias, cohecho y amotinamiento: tanto en el golpe de Estado de 1979 como en la represión del levantamiento de Gwangju. Doo-hwan fue condenado a muerte, aunque tras presentar recurso se le rebajó a cadena perpetua, mientras que Tae-woo fue condenado a 17 años de cárcel. Ambos debían además pagar una cuantiosa multa. Para combatir la corrupción, Kim instauró la prohibición de tener cuentas bancarias con seudónimo.
Lanzó una oleada de reformas anticorrupción e introdujo amplias reformas económicas destinadas a flexibilizar la normativa nacional y el código laboral, fomentar la inversión extranjera y promover la competencia. Defendió los intereses de los chaebol, introduciendo una nueva legislación laboral. Facilita los procedimientos de despido, cuestiona la garantía de empleo de la que se beneficiaba una parte de los trabajadores, aumenta la jornada laboral legal, que ya era muy elevada (54,5 horas en 1996), simplifica la sustitución de los trabajadores en huelga por trabajadores temporales y prohíbe la creación de nuevos sindicatos. Estas medidas se votaron en siete minutos el 26 de diciembre de 1996, durante una sesión secreta del Parlamento, en ausencia de la oposición elegida. 
Respecto a la relación con Corea del Norte, Young-sam no se opuso a negociar la reunificación de Corea. La desaparición de la Unión Soviética había dejado al gobierno norcoreano en una complicada situación, si bien las autoridades del sur mantenían gran recelo porque el ejemplo internacional, la reunificación alemana, había resultado más costoso de lo esperado. Además pesaba la amenaza de que los norcoreanos pudiesen llevar a cabo un ataque nuclear. En 1994, después de que el expresidente estadounidense Jimmy Carter visitara Pionyang, los líderes de ambas Coreas acordaron una reunión para acercar posturas. Sin embargo, Kim Il-sung falleció en julio del mismo año y esa visita nunca se celebró.
La economía de Corea del Sur continuó creciendo a comienzos de la década de 1990, pero el modelo de los grandes conglomerados industriales (chaebol) ya daba muestras de agotamiento: las firmas se habían endeudado para financiar su expansión internacional, y su gestión estaba tan centralizada que una sola rama deficitaria podía hundir a todo un grupo diversificado. De hecho, KIA había declarado la bancarrota en 1996. Dentro de su plan anticorrupción, Young-sam propuso una reforma para reestructurar los chaebol que no salió aprobada por falta de consenso. Todo ello fue juzgado como una señal de debilidad.
Entre noviembre de 1997 y enero de 1998, la moneda coreana, el won, se depreció un 96,5% frente al dólar estadounidense y en 1998 el PIB se desplomó un 7%.
La popularidad de Young-sam se hundió en su último año de mandato. En 1997 se desveló que la multinacional Hanbo Steel había pagado presuntas comisiones a miembros del gobierno y al partido. Incluso el hijo del presidente, Kim Hyun-chul, participó de la trama y fue detenido. Aunque Young-sam no estaba personalmente implicado, tuvo que pedir disculpas públicas y depurar responsabilidades. A un mes de los comicios se produjo el estallido de la crisis financiera asiática, que hundió la economía nacional y provocó la caída de Hyundai y Daewoo, los dos mayores conglomerados. El país se vio obligado a devaluar la moneda e incluso tuvo que pedir ayuda al Fondo Monetario Internacional.

## Últimos años
Kim Young-sam no podía presentarse a la reelección, así que el sucesor del Partido de la Nueva Corea para las elecciones de 1997 fue el juez Lee Hoi-chang, salido de unas primarias. A pesar de que los conservadores obtuvieron casi el mismo apoyo que en 1992, la crisis financiera asiática fue determinante para que el candidato liberal Kim Dae-jung (Congreso Nacional) les superase con 10 millones de votos. Era la primera vez que el partido de la oposición ganaba unas elecciones presidenciales, y también la primera sin incidentes en el traspaso de poder, señal de que la democracia ya estaba consolidada.
Días después, Kim Young-sam acordó con Dae-jung una amnistía para Chun Doo-hwan y Roh Tae-woo como gesto de «reconciliación nacional». La sanción económica no fue perdonada, pero su puesta en libertad generó protestas en todo el país.
En sus últimos años de vida siguió reconocido como una figura expresidencial, sin que se haya visto salpicado por escándalos como sí ocurrió con sus antecesores, y tuvo problemas de salud derivados de la edad.
Kim Young-sam falleció el 22 de noviembre de 2015 a los 87 años por una septicemia en el Hospital Nacional Universitario de Seúl, donde había sido hospitalizado tres días antes.